# Voleibol nos Jogos Pan-Americanos Júnior de 2021
As competições de voleibol na I edição dos Jogos Pan-Americanos Júnior de 2021 foram disputadas entre os dias 26 a 30 de novembro  na variante masculina e de 1 a 5 de dezembro, no naipe feminino..

## Calendário
| Novembro a Dezembro | 26 | 27 | 28 | 29 | 30 | 1 | 2 | 3 | 4 | 5 |
| ------------------- | -- | -- | -- | -- | -- | - | - | - | - | - |
| Voleibol            |    |    |    |    | 1  |   |   |   |   | 1 |

|  | Dia de competição |  | Dia de final |

## Medalhistas
| Evento             | Ouro | Prata | Bronze |
| ------------------ | --- | --- | --- |
| Feminino detalhes  | Diana Alecrim Gabrielle Marcondes Jackeline Moreno Jheovana Emanuele Kenya Malachias Lia Mariano Lorena Viezel Lorrayna Marys Marcelle de Arruda Mattos Mayara Barcelos Milena Vilela Banks Pâmela Sanábio BRA Brasil | Aixa Quispe Alondra Romero Flavia Montes Giulia De La Torre Kiara García María Jose Ecker María Paula Huarachy Maricarmen Balarezo Paola Saavedra Thaisa Yazeera Yadhira Peña Ysabella Sopla PER Peru  | Agostina Beltramino Angeles Ligorria Balbanera Azul Ulla Dalma Nicole Pérez Guadalupe Ramella Juana Giardini Juliana Ocaña Pizarro Julieta Aruga Julieta Holzmaisters Julieta Anabel Sandez Maria Agostina Pelozo Melisa Gabriela Corzo ARG Argentina |
| Masculino detalhes | Adriano Xavier Guilherme Sabino João Franck Lucas Figueiredo Paulo Carraro Rafael Forster André Luiz Ludegards Gustavo Orlando Kelvi Geovani Maicon França Pietro Pereira Vitor Yudi Yamamoto BRA Brasil              | Aldo Rueda Axel Manuel Rodríguez Diego González Edgar Burgueño Hiram Bravo Isaias Gallegos Jonathan Bustamante Jorge Enrique Sandoval Josué Ríos Luis Baca Victor Valenzuela Yasutaka Sanay MEX México | Bautista Gazaba Eugenio Gaiottino Aciar Ezequiel Vazquez Giuliano Turcitu Imanol Salazar Lorenzo Ignacio Nieto Lucas Martín Malaber Manuel Ivan Nacht Marcos Meana Mauro Zelayeta Nahuel García Nahuel Rojas ARG Argentina                            |

## Quadro de Medalhas

### Masculino
| Ordem | País      | Medalha de ouro | Medalha de prata | Medalha de bronze | Total |
| ----- | --------- | --------------- | ---------------- | ----------------- | ----- |
| 1     | Brasil    | 1               | 0                | 0                 | 1     |
| 2     | México    | 0               | 1                | 0                 | 1     |
| 3     | Argentina | 0               | 0                | 1                 | 1     |

### Feminino
| Ordem | País      | Medalha de ouro | Medalha de prata | Medalha de bronze | Total |
| ----- | --------- | --------------- | ---------------- | ----------------- | ----- |
| 1     | Brasil    | 1               | 0                | 0                 | 1     |
| 2     | Peru      | 0               | 1                | 0                 | 1     |
| 3     | Argentina | 0               | 0                | 1                 | 1     |

### Geral
| Ordem | País      | Medalha de ouro | Medalha de prata | Medalha de bronze | Total |
| ----- | --------- | --------------- | ---------------- | ----------------- | ----- |
| 1     | Brasil    | 2               | 0                | 0                 | 2     |
| 2     | México    | 0               | 1                | 0                 | 1     |
| 2     | Peru      | 0               | 1                | 0                 | 1     |
| 4     | Argentina | 0               | 0                | 2                 | 2     |